# Kurt Trinks
Kurt Trinks (* 15. August 1882 in Rinteln; † 6. September 1958 in Helmarshausen) war ein deutscher Jurist.
Trinks studierte in Tübingen, wo er 1902 in das Corps Borussia Tübingen aufgenommen wurde, und in Göttingen Jura. 1931 wurde er Generalstaatsanwalt des Freistaats Braunschweig und 1932 Präsident des Landgerichts Braunschweig. Zum 1. Juli 1933 musste er aufgrund des Gesetzes zur Wiederherstellung des Berufsbeamtentums diesen Posten wegen seiner nichtarischen Abstammung verlassen und wurde als Amtsgerichtsrat zurückgestuft. 1945–1950 war er wieder Präsident des Landgerichtes Braunschweig.